# Таледжіо
Таледжіо (італ. Taleggio) — м'який італійський сир, виготовлений з пастеризованого коров'ячого молока. Вважається одним з найстародавніших м'яких сирів у Європі. Перші згадки про нього датуються X століттям. Назва сиру пов'язана з районом походження італійською долиною Валь Таледжіо (італ. Val Taleggio) в Ломбардії. Хоча спочатку сир Таледжіо мав іншу назву і називався «Стракіно» (італ. Stracchino) від слова «stracco», що в перекладі з ломбардського діалекту означає «втомлений». Відносилося це до стану корів, після тривалого випасу на альпійських луках. Сьогодні сир Таледжіо має «захищену назву за походженням» (АОС). В 1996 році сиру була присвоєна найвища державна категорія якості DOP.

## Виготовлення
У давнину сир залишали дозрівати в сирих прибережних гротах, обмиваючи час від часу голови сиру морською водою. Саме морська вода, багата мікроорганізмами, допомагала Таледжіо набути славу смачного і дуже пахучого сиру. Сир традиційно готується восени і взимку через специфічність коров'ячого молока в цей період.
Після присвоєння сиру «захищеної назви за походженням» зона його виробництва була розширена на декілька провінцій Північної Італії і області Верона та П'ємонт. Відтоді Таледжіо стали випускати двома способами: традиційним та індустріальним. Сучасне виробництво Таледжіо припускає дозрівання в спеціальних автоматах, в яких підтримується мікроклімат печер, але чи то від нестачі свіжої морської води та свіжого повітря, або тому, що сучасний сир готують з пастеризованого молока, Таледжіо XXI століття не настільки пахучий, як його предки. Класичний Таледжіо досі робиться невеликими партіями за старовинною технологією з непастеризованого молока і з дозріванням на дерев'яних полицях у морських гротах протягом 25–50 днів. Раз на тиждень цей сир омивають морською губкою, щоб уникнути появи неправильної цвілі.
В результаті виходить продукт злегка солодкуватого смаку з присмаком фруктів. Зверху м'якоть кремової консистенції покрита тонкою скоринкою, на якій помітні кристали солі. Жирність сиру Таледжіо становить 42 %. У підсумку, виходять невеликі бруски довжиною 18–20 см і висотою 5–8 см. Вага бруска близько 2 кг.

## Споживання
Сир Таледжіо може подаватися до столу як самостійна повноцінна закуска, а також використовуватися як інгредієнт для приготування паст, салатів і гарячих страв. До нього важко підібрати відповідне вино, але все ж рекомендуються десертні або сухі білі вина. Дуже добре Таледжіо поєднується з інжиром, яблуками, грушами.